# Cormier-Village
Pour les articles homonymes, voir Cormier (homonymie).
Cormier-Village est une communauté rurale canadienne dans le Comté de Westmorland au Nouveau-Brunswick. Elle fait partie du comité rural de Beaubassin-Est.

## Géographie
La communauté rurale de Cormier-Village comptait 243 habitants en 2017. Mme Susan Cormier est la conseillère de ce village et elle occupe également le poste de mairesse suppléante.

## Histoire
Cormier-Village, à l'origine Kouchibouguac, est fondé par des Acadiens entre 1820 et 1830.
Cette région a vu s'établir les familles Belliveau, Cormier et Gallant vers le début des années 1800. Le lieu était désigné sous des appellations amérindiennes, telles que  « Kissi-Biguet » ou « Kagibougouète ».
En 1880, fut construite l'école communale du village.
Aujourd'hui, le hameau de Cormier-Village possède un centre culturel et sportif ainsi qu'un Écoparc Cormier-Village.
Cette communauté est le site de l'Accident de la charrette de foin à Cormier-Village en 1989. L'accident a eu lieu le 8 octobre 1989, faisant 13 morts et 45 blessés. Un monument en l’honneur des victimes de l’accident a été érigé dans le village.